# كينتا إينوي
كينتا إينوي (باليابانية: 井上 健太) (مواليد 23 يوليو 1998) هو لاعب كرة قدم ياباني.

## وصلات خارجية
- كينتا إينوي على موقع رابطة كرة القدم اليابانية للمحترفين (اليابانية)
- كينتا إينوي على موقع قاعدة بيانات كرة القدم.إي يو (الإنجليزية)
- كينتا إينوي على موقع Soccerway.com (الإنجليزية)
- كينتا إينوي على موقع عالم كرة القدم.نت (الإنجليزية)